# Hunter (canción de Björk)
«Hunter» es un sencillo lanzado en octubre de 1998 por la cantante y compositora islandesa Björk. El mismo corresponde a Homogenic, su tercer álbum solista.
La canción también apareció en la banda sonora de la película The X-Files: Fight the Future.

## Videoclip
El videoclip fue dirigido por Paul White de Me Company y fue realizado con animación de imágenes en tres dimensiones (3D) a cargo de la compañía de efectos especiales Digital Domain. En vemos a una Björk calva revolviéndose y en algunos momentos transformándose en oso polar. La metamorfosis representa la fusión entre orgánico y tecnológico presente en la canción, y el "cazador" del cual habla la letra.
Se lanzaron tres versiones de Hunter.

### Lista de canciones (CD 1)
1. «Hunter» - Radio Edit

2. «Aifol» - In Love With Funkstörung

3. «Hunter» - µ-Ziq Remix

## Segundo disco
Nombre: Hunter.

Fecha de lanzamiento: octubre de 1998.

Formato: CD.

### Lista de canciones (CD 2)
1. «Hunter»

2. «Hunter» - State Of Bengal Remix

3. «Hunter» - Skothus Mix

## Tercer disco
Nombre: Hunter.

Fecha de lanzamiento: octubre de 1998.

Formato: CD.

### Lista de canciones (CD 3)
1. «Hunter» - Mood Swing Remix

2. «So broken» - DJ Krust Mix

3. «Hunter» - Live